# James Weldon Cannon
James Weldon Cannon (Bellefonte, Pensilvânia, 30 de janeiro de 1943) é um matemático estadunidense, que trabalha com topologia geométrica.
Cannon obteve um doutorado em 1969 na Universidade de Utah, orientado por Cecil Edmund Burgess, com a tese Tame subsets of 2-spheres in euclidean 3-space. A partir de 1977 foi professor da Universidade de Wisconsin-Madison e a partir de 1986 da Universidade Brigham Young.
Foi palestrante convidado do Congresso Internacional de Matemáticos em Helsinque (1978: The characterization of topological manifolds of dimension {\displaystyle n\geq 5}). Em 2012 foi eleito fellow da American Mathematical Society.

## Obras
- The Recognition problem. What is a topological manifold ?, Bulletin AMS, Volume 84, 1978, p. 832–866, Online
- Shrinking cell-like decompositions of manifolds. Codimension three, Annals of Mathematics, Volume 110, 1979, p. 83–112.
- com J. L. Bryant, R. C. Lacher The structure of generalized manifolds having nonmanifold set of trivial dimension, in: Geometric topology (Proc. Georgia Topology Conf., Athens, Ga., 1977), Academic Press 1979, p. 261–300
- The combinatorial structure of cocompact discrete hyperbolic groups, Geometriae Dedicata, Volume 16, 1984, p. 123–148
- com David Epstein, Derek F. Holt, Silvio Levy, Michael Paterson, William Thurston Word processing in groups, Boston: Jones and Bartlett Publishers, 1992
- Almost convex groups, Geometriae Dedicata, Volume 22, 1987, p. 197–210
- The combinatorial Riemann mapping theorem, Acta Mathematica, Volume 173, 1994, p. 155–234,
- com William Floyd, Walter Parry Finite subdivision rules, Conformal Geometry and Dynamics, Volume 5, 2001, p. 153–196
- com Floyd, Parry Crystal growth, biological cell growth and geometry, in Pattern Formation in Biology, Vision and Dynamics, World Scientific, 2000, p. 65–82
- com William Thurston Group invariant Peano curves, Geometry & Topology, Volume 11, 2007, p. 1315–1355